# Steganomma
Steganomma is een geslacht van kevers uit de familie van de loopkevers (Carabidae). De wetenschappelijke naam van het geslacht is voor het eerst geldig gepubliceerd in 1887 door MacLeay.

## Soorten
Het geslacht Steganomma is monotypisch en omvat slechts de volgende soort:
- Steganomma porcatum Macleay, 1887